# Vaughanella margaritata
Vaughanella margaritata är en korallart som först beskrevs av Claude Jourdan 1895.  Vaughanella margaritata ingår i släktet Vaughanella och familjen Caryophylliidae. Inga underarter finns listade i Catalogue of Life.